# Tomohiro Matsu
Tomohiro Matsu (松智洋 13 de octubre de 1972 - 2 de mayo de 2016) fue un novelista y guionista japonés. Creador y autor de Papa no Iukoto o Kikinasai! y Mayoi Neko Overrun!.
Su verdadero nombre era Takahiro Narimatsu (成 松 孝.).

## Vida y carrera
Nacido en la prefectura de Fukuoka, Matsu era conocido por ser el autor de la serie de novelas ligeras Mayoi Neko Overrun!  (12 volúmenes publicados entre 2008 y 2012) y Papa no Iukoto o Kikinasai! (18 volúmenes publicados entre 2009 y 2015). Ambos fueron adaptados en series de anime. Su última serie de novelas, Hatena Illusion de la cual se lanzaron cuatro volúmenes, permaneció inacabada. 
Matsu también colaboró en varias series de anime como Queen's Blade: The Exiled Virgin y Ixion Saga DT como guionista. También participó en Comiket, formando parte del personal del Comité Preparatorio del Mercado Cómico del evento, apareciendo en varios eventos de charla, y también escribió para el libro del 40 aniversario de Comiket.
Matsu murió el 2 de mayo de 2016 de cáncer de hígado. El 8 de mayo se realizó un servicio conmemorativo, donde se hizo especial atención para reconocer no solo a Matsu, sino también a su trabajo, incluso a través de obras de arte de anime.
Matsu había completado el borrador de su último trabajo titulado Märchen Mädchen y fue publicado en 2016 con la historia finalizada por StoryWorks.
- Datos: Q9216088